# Кубок Польщі з футболу 1992—1993
Кубок Польщі з футболу 1992–1993 — 39-й розіграш кубкового футбольного турніру в Польщі. Титул втретє здобув ГКС (Катовиці).

## Календар
| Раунд            | Дата               | Матчі | Клуби    |
| ---------------- | ------------------ | ----- | -------- |
| Попередній раунд | 25 липня 1992      | 9     | 103 → 94 |
| Перший раунд     | 1 серпня 1992      | 20    | 94 → 74  |
| Другий раунд     | 12-13 серпня 1992  | 28    | 74 → 46  |
| Третій раунд     | 25-26 серпня 1992  | 14    | 46 → 32  |
| 1/16 фіналу      | 20-21 жовтня 1992  | 16    | 32 → 16  |
| 1/8 фіналу       | 11 листопада 1992  | 8     | 16 → 8   |
| 1/4 фіналу       | 10-24 березня 1993 | 8     | 8 → 4    |
| 1/2 фіналу       | 7-24 квітня 1993   | 4     | 4 → 2    |
| Фінал            | 23 червня 1993     | 1     | 2 → 1    |

## Попередній раунд
| Команда 1                           | Рахунок | Команда 2         |
| ----------------------------------- | ------- | ----------------- |
| 25 липня 1992                       |         |                   |
| Конкордія (Пйотркув-Трибунальський) | 3:1     | Терполь (Серадз)  |
| Тарновія (Тарнув)                   | 0:4     | Карпати (Кросно)  |
| Ракув-2 (Ченстохова)                | 2:1 дч  | Одра (Ополе)      |
| Гвардія (Кошалін)                   | 3:0     | Янтар (Устка)     |
| Помезаня (Мальборк)                 | 3:1 дч  | Єзьорак (Ілава)   |
| Олімпія (Каменна Гура)              | 1:2     | Гурник (Злотория) |
| Млав'янка (Млава)                   | 2:1     | Гурник (Ленчиця)  |
| Камакс (Каньчуга)                   | 1:6     | Гетьман (Замостя) |
| Целюльоза (Костшин)                 | 1:0     | Оржель (Валч)     |

## Перший раунд
| Команда 1                           | Рахунок      | Команда 2                 |
| ----------------------------------- | ------------ | ------------------------- |
| 1 серпня 1992                       |              |                           |
| Гурник (Злотория)                   | 1:0          | Целюльоза (Костшин)       |
| Ґопланя (Іновроцлав)                | 2:1          | Елана (Торунь)            |
| МЗКС Васильків                      | 4:2 дч       | АЗС АВФ Біла Підляська    |
| Рух-2 (Хожув)                       | 1:0          | БСК Сталь (Бельсько-Бяла) |
| Буковія (Букова)                    | 0:1 дч       | Сталь (Ґожице)            |
| Рав'я (Равіч)                       | 1:0          | Олімпія-2 (Познань)       |
| Старт (Краснистав)                  | 1:1 пен. 3:4 | Радомяк (Радом)           |
| Гарнась (Тимбарк)                   | 2:4          | Сталь-2 (Мелець)          |
| Вігри (Сувалки)                     | 1:0          | Олімпія (Замбрів)         |
| Погонь (Седльце)                    | 2:0          | Люблінянка (Люблін)       |
| Зоотехнік (Журавіна)                | 0:2          | Вістіль (Каліш)           |
| Еден (Роґув)                        | 2:2 пен. 4:3 | Влоцлавія (Влоцлавек)     |
| ЛКС-2 (Лодзь)                       | 0:4          | Полькольор (Пясечно)      |
| Ракув-2 (Ченстохова)                | 1:2          | Гарбарня (Краків)         |
| Конкордія (Пйотркув-Трибунальський) | 1:3          | Гурник (Конін)            |
| Млав'янка (Млава)                   | 1:5          | Буґ (Вишкув)              |
| Бленкінті (Старгард)                | 3:2          | Гвардія (Кошалін)         |
| Криштал (Строне-Шльонські)          | 4:1          | Дозамет (Нова Суль)       |
| Помезаня (Мальборк)                 | 0:1          | Полонія (Гданськ)         |
| Карпати (Кросно)                    | 4:2          | Гетьман (Замостя)         |

## Другий раунд
| Команда 1                   | Рахунок      | Команда 2                       |
| --------------------------- | ------------ | ------------------------------- |
| 12 серпня 1992              |              |                                 |
| Погонь (Седльце)            | 3:0          | Ресовія (Ряшів)                 |
| Вістіль (Каліш)             | 0:2          | Шленза (Вроцлав)                |
| Сталь-2 (Мелець)            | 2:1          | Сталь (Ряшів)                   |
| Полькольор (Пясечно)        | 2:2 пен. 3:2 | Борута (Згеж)                   |
| Гурник (Конін)              | 0:2          | Ракув (Ченстохова)              |
| Полонія (Гданськ)           | 0:0 пен. 4:5 | Хемік (Бидгощ)                  |
| Карпати (Кросно)            | 1:0          | Авіа (Свідник)                  |
| Гвардія (Варшава)           | 0:2          | ГКС (Белхатув)                  |
| Сандеція (Нови Сонч)        | 2:4          | Віслока (Дембиця)               |
| Краковія (Краків)           | 1:3          | Бленкітні (Кельце)              |
| Буґ (Вишкув)                | 1:0 дч       | Петрохемя (Плоцьк)              |
| Бленкінті (Старгард)        | 2:3          | Лехія (Гданськ)                 |
| Криштал (Строне-Шльонські)  | 1:4          | Гурник (Пшув)                   |
| МЗКС Васильків              | 0:2          | Полонія (Варшава)               |
| Сталь (Ґожице)              | 1:3 дч       | Корона (Кельці)                 |
| Рух-2 (Хожув)               | 2:1          | Полонія (Битом)                 |
| Рав'я (Равіч)               | 2:4          | Польґер (Поліце)                |
| Вігри (Сувалки)             | 1:1 пен. 2:3 | Стоміл (Ольштин)                |
| Одра (Водзіслав-Шльонський) | 1:2          | Заглембє (Валбжих)              |
| Мото (Єльч Олава)           | 0:3          | Варта (Познань)                 |
| Гурник (Валбжих)            | 2:1          | Напшуд (Ридултови)              |
| Гурник (Злотория)           | 0:1          | Стільон (Гожув-Великопольський) |
| Олімпія (Ельблонг)          | 1:5          | Ягеллонія (Білосток)            |
| Гарбарня (Краків)           | 0:1          | Шомберки (Битом)                |
| Ґопланя (Іновроцлав)        | 0:3          | Погонь (Щецин)                  |
| Радомяк (Радом)             | 2:1 дч       | Сярка (Тарнобжег)               |
| Хробри (Глогув)             | 0:2          | Медзь (Легниця)                 |
| 13 серпня 1992              |              |                                 |
| Еден (Рогув)                | 0:4          | Балтик (Гдиня)                  |

## Третій раунд
| Команда 1            | Рахунок      | Команда 2                       |
| -------------------- | ------------ | ------------------------------- |
| 25 серпня 1992       |              |                                 |
| Варта (Познань)      | 1:1 пен. 3:4 | Медзь (Легниця)                 |
| 26 серпня 1992       |              |                                 |
| Радомяк (Радом)      | 1:2 дч       | Полонія (Варшава)               |
| ГКС (Белхатув)       | 2:3          | Заглембє (Валбжих)              |
| Погонь (Седльце)     | 0:3          | Бленкітні (Кельце)              |
| Карпати (Кросно)     | 2:0          | Шомберки (Битом)                |
| Польґер (Поліце)     | 4:1          | Стільон (Гожув-Великопольський) |
| Гурник (Валбжих)     | 0:1          | Шленза (Вроцлав)                |
| Полькольор (Пясечно) | 4:1          | Ягеллонія (Білосток)            |
| Корона (Кельці)      | 1:2          | Гурник (Пшув)                   |
| Балтик (Гдиня)       | 1:2          | Погонь (Щецин)                  |
| Сталь-2 (Мелець)     | 0:3          | Віслока (Дембиця)               |
| Буґ (Вишкув)         | 2:3 дч       | Стоміл (Ольштин)                |
| Хемік (Бидгощ)       | 3:6          | Лехія (Гданськ)                 |
| Рух-2 (Хожув)        | 1:1 пен. 4:2 | Ракув (Ченстохова)              |

## 1/16 фіналу
| Команда 1            | Рахунок      | Команда 2             |
| -------------------- | ------------ | --------------------- |
| 20 жовтня 1992       |              |                       |
| Погонь (Щецин)       | 3:4 дч       | Вісла (Краків)        |
| Полькольор (Пясечно) | 1:1 пен. 2:4 | Заглембє (Любін)      |
| Заглембє (Сосновець) | 1:4 дч       | Шльонськ (Вроцлав)    |
| 21 жовтня 1992       |              |                       |
| Гурник (Пшув)        | 0:2          | ГКС (Катовиці)        |
| Карпати (Кросно)     | 1:3          | Легія (Варшава)       |
| 'Медзь (Легниця)     | 1:0          | Іглоополь (Дембиця)   |
| Шленза (Вроцлав)     | 0:3          | Сталь (Мелець)        |
| 'Стоміл (Ольштин)    | 4:2          | Завіша (Бидгощ)       |
| Бленкітні (Кельце)   | 0:1          | Рух (Хожув)           |
| Рух-2 (Хожув)        | 1:0          | Олімпія (Познань)     |
| Польґер (Поліце)     | 1:0          | Сталь (Стальова Воля) |
| Заглембє (Валбжих)   | 3:0 дч       | Мотор (Люблін)        |
| Віслока (Дембиця)    | 2:1          | Гутник (Краків)       |
| Полонія (Варшава)    | 1:2          | Гурник (Забже)        |
| Лехія (Гданськ)      | 0:3          | Відзев (Лодзь)        |
| ЛКС (Лодзь)          | 2:1          | Лех (Познань)         |

## 1/8 фіналу
| Команда 1          | Рахунок      | Команда 2         |
| ------------------ | ------------ | ----------------- |
| 11 листопада 1992  |              |                   |
| Польґер (Поліце)   | 2:3 дч       | Віслока (Дембиця) |
| Вісла (Краків)     | 0:1 дч       | ГКС (Катовиці)    |
| Рух-2 (Хожув)      | 2:1 дч       | Медзь (Легниця)   |
| Відзев (Лодзь)     | 2:0          | Рух (Хожув)       |
| Легія (Варшава)    | 3:0          | Заглембє (Любін)  |
| Стоміл (Ольштин)   | 0:1          | ЛКС (Лодзь)       |
| Шльонськ (Вроцлав) | 5:2          | Сталь (Мелець)    |
| Заглембє (Валбжих) | 1:1 пен. 4:3 | Гурник (Забже)    |

## 1/4 фіналу
| Команда 1          | Заг. | Команда 2         | 1-й матч | 2-й матч |
| ------------------ | ---- | ----------------- | -------- | -------- |
| 10/23 березня 1993 |      |                   |          |          |
| Шльонськ (Вроцлав) | 4:1  | Відзев (Лодзь)    | 1:0      | 3:1      |
| 10/24 березня 1993 |      |                   |          |          |
| Рух-2 (Хожув)      | 3:0  | Віслока (Дембиця) | 1:0      | 2:0      |
| ГКС (Катовиці)     | 1:0  | ЛКС (Лодзь)       | 1:0      | 0:0      |
| Заглембє (Валбжих) | 2:3  | Легія (Варшава)   | 2:1      | 0:2      |

## 1/2 фіналу
| Команда 1          | Заг. | Команда 2      | 1-й матч | 2-й матч |
| ------------------ | ---- | -------------- | -------- | -------- |
| 7/24 квітня 1993   |      |                |          |          |
| Шльонськ (Вроцлав) | 2:5  | Рух-2 (Хожув)  | 1:1      | 1:4      |
| Легія (Варшава)    | 0:1  | ГКС (Катовиці) | 0:1      | 0:0      |

## Фінал
| 23 червня 1993 |

| ГКС (Катовиці) | 1:1      | Рух-2 (Хожув) |
| -------------- | -------- | ------------- |
| Яношка 51'     | Протокол | Срютва 27'    |

| Сілезький стадіон, Хожув Глядачів: 10 000 Арбітр: Ришард Вуйцик |

|                                                      |     | Пенальті                                            |  |
| Яношка · Шевчик · Мацеєвскі · М.Свєрчевскі · Лєдвонь | 5:4 | Єндричко · Ґілевіч · Беднаж · Ваґнер · Домбровський |  |